# Frederic al II-lea al Saxoniei
Frederic al II-lea, supranumit cel Blând (n. 22 august 1412, Leipzig, Principatul Saxoniei – d. 7 septembrie 1464, Leipzig, Principatul Saxoniei), aparținând Casei de Wettin, a fost principe elector al Saxoniei, duce de Saxa-Wittenberg și margraf de Meissen din 1428 până la sfârșitul vieții și landgraf de Turingia din 1440 până în 1445. 

## Biografie

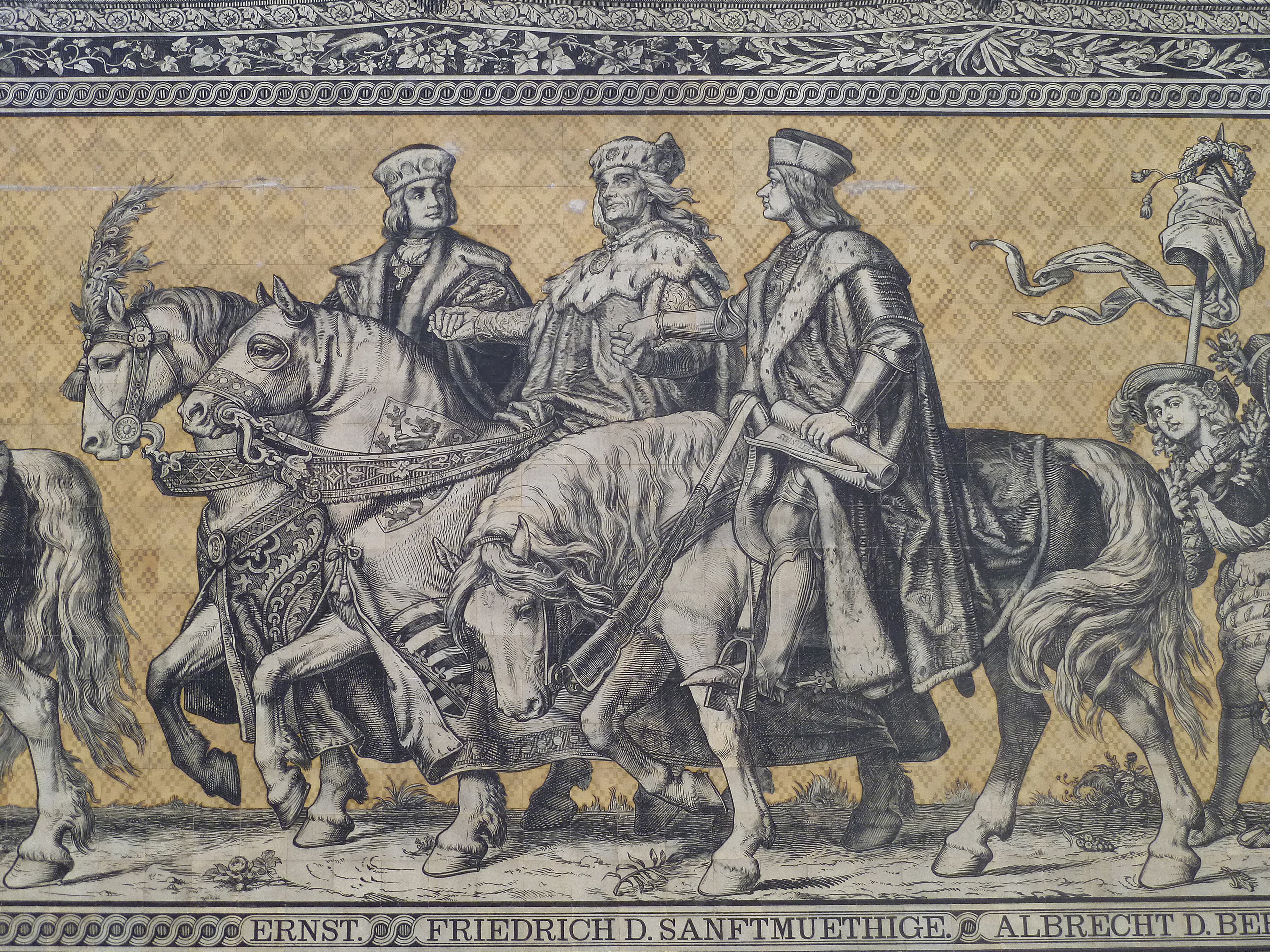
Ernest (1464–1513), Frederic cel Blând (1412–1464) și Albert cel Curajos (1443–1500) în Cortegiul princiar (Dresda)

Frederic al II-lea a fost fiul cel mare al principelui elector Frederic I al Saxoniei (1370–1428) și al soției sale, Caterina de Braunschweig-Lüneburg (1395–1442), fiica ducelui Henric I de Braunschweig. În 1428, la moartea tatălui, Frederic împreună cu frații săi, Wilhelm, Henric și Sigismund, au preluat guvernarea.
La 3 iunie 1431 Frederic s-a căsătorit cu Margareta, fiica arhiducelui Ernest I al Austriei. Principele elector a înființat în favoarea soției sale monetăria Colditz în 1456 care primise astfel dreptul de a emite monede proprii (numite în germană Margarethengroschen). El autorizase anterior orașul Wittenberg să bată moneda numită Heller în monetăria proprie.
În 1433 Casa de Wettin a încheiat pace cu husiții.
Adunarea stărilor din 1438 este considerată prima dietă a Saxoniei. Stările au primit dreptul de a se reuni pentru a discuta schimbările privind taxele, fără a fi solicitate de cârmuitor. (Începând din 1466 stările trebuiau consultate, de asemenea, pentru hotărârile privind războiul și pacea.)
În 1441 Frederic a introdus pentru prima dată o a doua monedă numită în germană Judenkopfgroschen, dar ea nu a avut succesul sperat. În 1451 a reconstruit monetăria din Leipzig și a emis primele monede din aur saxone (guleni de aur) bătute între 1454 și 1461.
La moartea landgraful Frederic al IV-lea al Turingiei în 1440, Turingia a redevenit principat elector. După ce Henric și Sigismund au fost îndepărtați de la guvernare (nu mai era coregenți), Frederic și Wilhelm au împărțit posesiunile unchiului lor, Frederic al IV-lea, care nu avea urmași. Prin diviziunea de la Altenburg din 1445, Wilhelm al III-lea a primit parțial Turingia și respectiv posesiunile din Franconia, iar Frederic partea de est a principatului elector. Minele au rămas însă în proprietate comună.
Wilhelm al III-lea s-a separat de fratele său, Frederic al II-lea, și a preluat singur regența Turingiei. Emiterea monedei comune a fost oprită. Datorită emiterii la Jena a unei monede unice de către fratele său, Wilhelm, Frederic al II-lea a pus din nou în funcțiune între 1445 și 1449, monetăria din Sangerhausen care fusese închisă încă de la moartea landgrafului Turingiei, Baltazar (tatăl lui Frederic al IV-lea al Turingiei). Disputele cauzate de diviziunea de la Altenburg au dus în 1446 la Războiul Civil Saxon, care s-a încheiat abia la 27 ianuarie 1451 prin Pacea de la Naumburg. În Tratatul de la Eger din 1459 principele elector Frederic al II-lea, ducele Wilhelm al Saxoniei și regele George de Poděbrady al Boemiei au stabilit granița dintre Boemia și Saxonia la înălțimea Munților Metaliferi și la mijlocul Elbei, valabilă și astăzi fiind una dintre cele mai vechi granițe existente în Europa.
După moartea lui Frederic al II-lea în 1464, fiii săi, Ernest și Albert, au preluat inițial împreună guvernarea posesiunilor tatălui lor. După ce ducele Wilhelm al III-lea a murit în 1482, Turingia a revenit principatului electoral Saxonia.

## Căsătorie și descendenți
Frederic al II-lea s-a căsătorit cu Margareta de Austria la 3 iunie 1431. Cuplul a avut opt copii:
- Amalia (n. 1436 – d. 1501), căsătorită în 1452 cu ducele Ludovic al IX-lea de Bavaria (n. 1417 – d. 1479);
- Anna (n. 1437 – d. 1512), căsătorită în 1458 cu principele elector Albert al III-lea de Brandenburg;
- Frederic (n. 1439 – d. 1451);
- Ernest (n. 1441 – 1486), căsătorit cu Elisabeta de Bavaria (1443–1484), fiica ducelui Albert al III-lea de Bavaria (1401–1460);
- Albert (n. 1443 – d. 1500), căsătorit cu Sidonia de Boemia (1449–1510), fiica lui George de Podebrady (1420–1471);
- Margareta (n. 1444 – d.c. 1498), stareță la Mănăstirea Seußlitz;
- Hedwiga (n. 1445 – d. 1511), stareță la Mănăstirea Quedlinburg (1458–1511);
- Alexandru (n. 1447 – d. 1447).[6]